# Францішек Клееберг
Францішек Клееберг (пол. Franciszek Kleeberg; нар. 1 лютого 1888 — пом. 5 квітня 1941) — польський військовик, бригадний генерал збройних сил Другої Польської Республіки.

## Життєпис

### Дитинство і юність
Був сином Еміліана, січневого повстанця і офіцера кавалерії австро-угорської армії, та Жозефіни Куше (нім. Kuschée, фр. Couschée), а також старшим братом бригадного генерала доби Другої Польської Республіки Юліуша Клееберга. За сімейною традицією Клееберги виводили свій рід від шведського солдата, який забрів у Польщу з ворожою армією в XVII столітті, потрапив у полон, спольщився і кінець кінцем став засновником лицарського роду.
Після закінчення реальної школи в Границе і отримання атестату зрілості в 1905 році у Відні продовжив навчання у Військово-технічній академії у Медлінгу. 1911 року закінчив артилерійське училище в селі Гаймашкер (медьє Веспрем). Двома роками пізніше вступив до школи Генерального штабу у Відні, яку не закінчив через початок Першої світової війни.

### Перша світова війна
У травні 1915 його приділили у Польські легіони. У тому ж році призначили на посаду начальника штабу Другої бригади Польських легіонів, яку він займав місяць. Далі кілька місяців був заступником начальника штабу, а тимчасово і начальником штабу командування Польських легіонів. У червні 1916 року обійняв посаду начальника штабу Третьої бригади Польських легіонів. У проміжку з лютого по липень 1917 року, під час вишколу Польських легіонів, який проводила Німецька імперія в Царстві Польському, був, зокрема, заступником командира Першого полку легкої артилерії Легіонів у Гурі-Кальварії і одночасно начальником Об'єднаних артилерійських шкіл, після чого до кінця 1917 року служив в Інспекції вишколу Польської Сили Збройної — військового формування Королівства Польща.
До квітня 1918 року обіймав посаду начальника курсів підготовки артилеристів у Гарволіні. У зв'язку з проханням про зміну австрійського громадянства на польське покараний у червні 1918 переведенням в армію Австро-Угорщини і призначенням у штаб 54-ї піхотної бригади.

### Польсько-більшовицька війна
У грудні 1918 року прийнятий до новоутвореного польського війська, діставши призначення у Генеральний штаб. Потім до березня 1919 року був начальником штабу очолюваного генералом Тадеушом Розвадовським Головного командування польських військ у Східній Галичині «Схід». У квітні 1919 обійняв посаду начальника організаційного відділу, два місяці потому — заступника начальника Першого (мобілізаційно-організаційного) департаменту Міністерства військових справ Другої Польської Республіки. 10 березня 1920, після реорганізації міністерства, дістав призначення помічником начальника Першого (мобілізаційно-організаційного) відділу штабу Міністерства військових справ. У липні 1920 року став начальником штабу 1-ї армії збройних сил Польської Республіки, а 15 серпня — начальником штабу оперативної групи генерала Казімежа Рашевського.

### Міжвоєнне двадцятиріччя
7 жовтня 1920 року Клееберга призначено на посаду начальника штабу генерального округу «Познань» у Познані (пізніше Познанського округу корпусу № 7), яку займав до жовтня 1922. До травня 1924 виконував обов'язки командира 14-ї Великопольської піхотної дивізії. У той же час пройшов курси вищого командного складу. 6 жовтня 1922 призначається членом наглядової ради Оптової бази солдатських кооперативів Познанського округу корпусу № 7. З червня 1924 року по жовтень 1925 перебував у Франції, де навчався у Вищій школі війни (фр. École Supérieure de Guerre) і центрі підготовки піхоти у Версалі та в центрі підготовки артилеристів у Меці. Після повернення на батьківщину був заступником директора з навчальної роботи Варшавської військової академії. Під час перевороту в травні 1926 року став на сторону законної влади. 1927 року повернувся на дійсну службу, приймаючи командування 29-ї піхотної дивізії, що дислокувалася в Гродно.
1 січня 1928 Президент Польської Республіки Ігнацій Мосцицький присвоїв йому чергове звання — бригадного генерала, піднявши його в ієрархії польських генералів на 12 місце. Незважаючи на розлогі знання і досвід, це було його останнє підвищення по службі.
Дружив із Владиславом Сікорським.
У понеділок 3 серпня 1936 року Президент Польської Республіки призначив його командувачем Гродненського округу корпусу № 3. Двома роками пізніше прийняв командування Берестейським округом корпусу № 9. Цю посаду займав до 8 вересня 1939 року.

### Вереснева кампанія

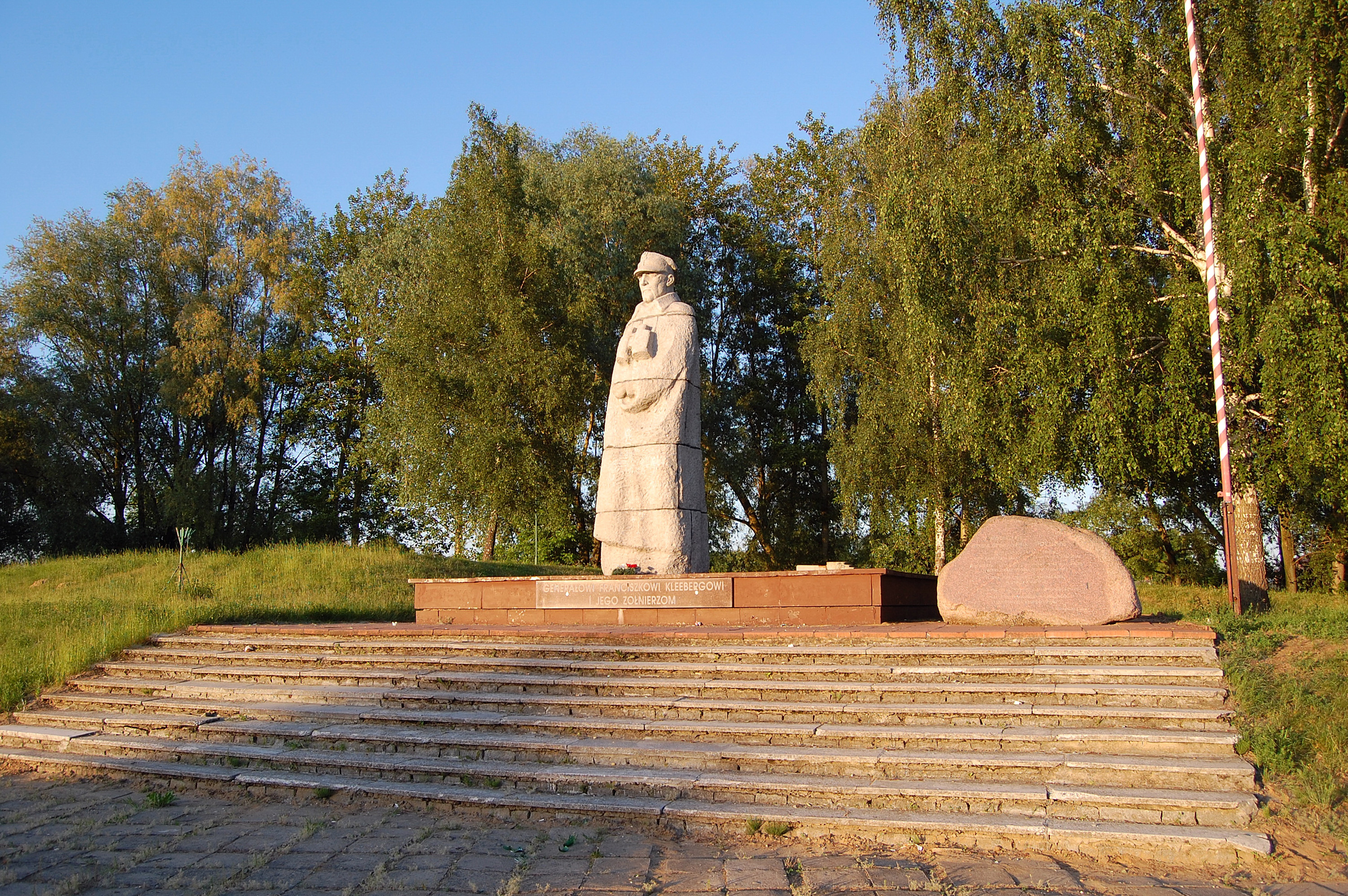
Пам'ятник ген. Клеебергу в Коцьку
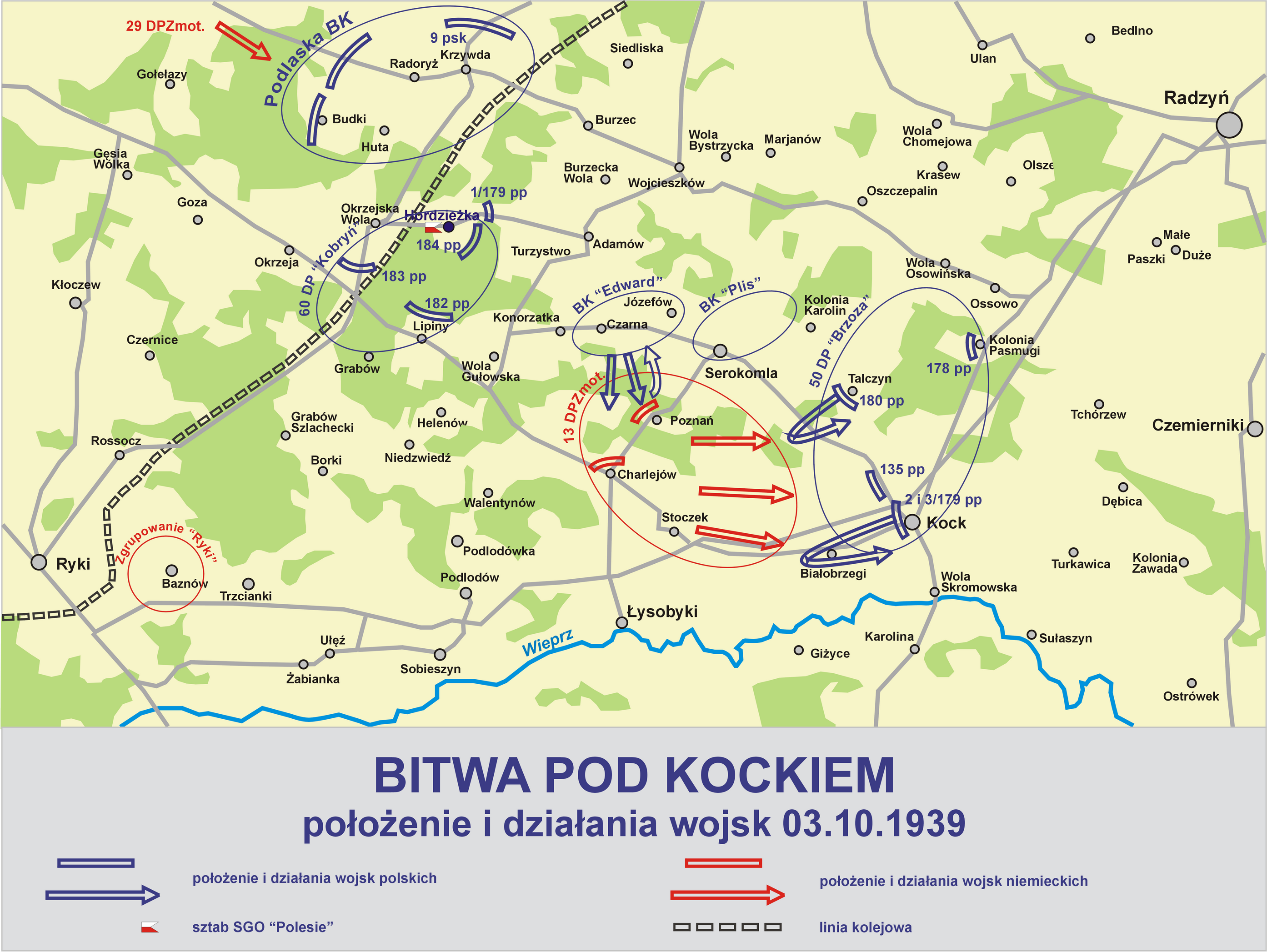
Битва під Коцьком, фаза I
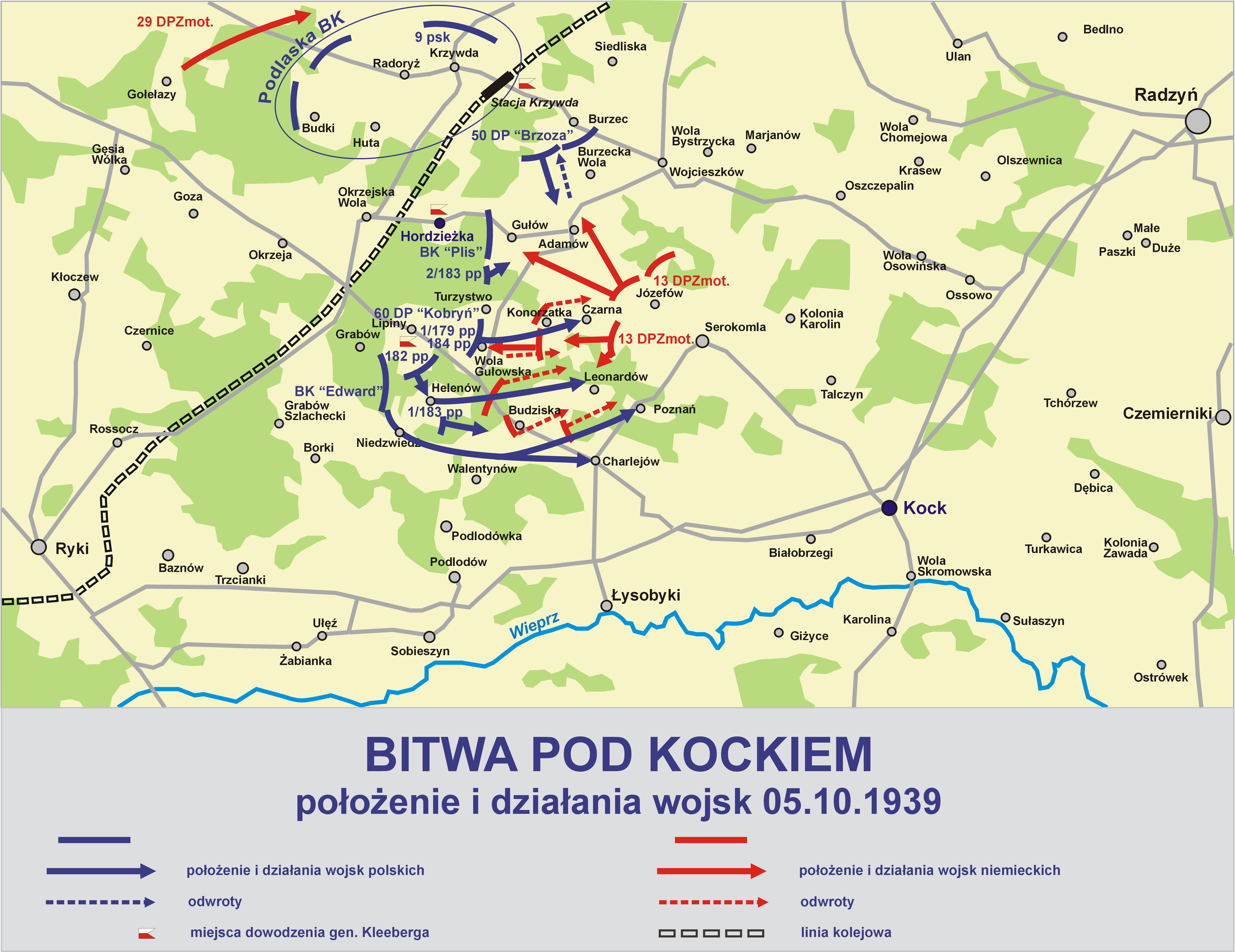
Битва під Коцьком, фаза II
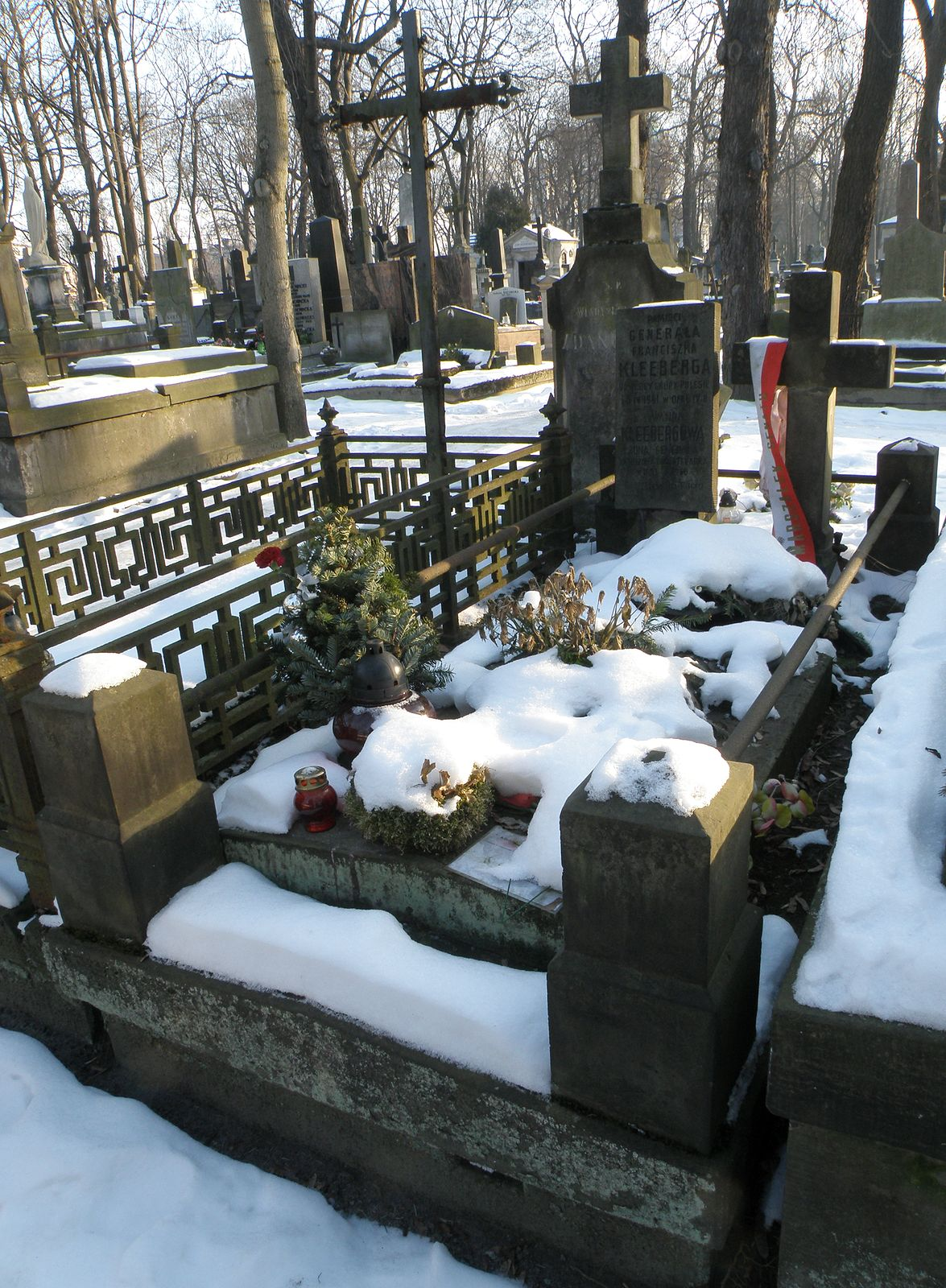
Могила дружини Клееберга і символічний спомин про генерала на Повонзківському цвинтарі.
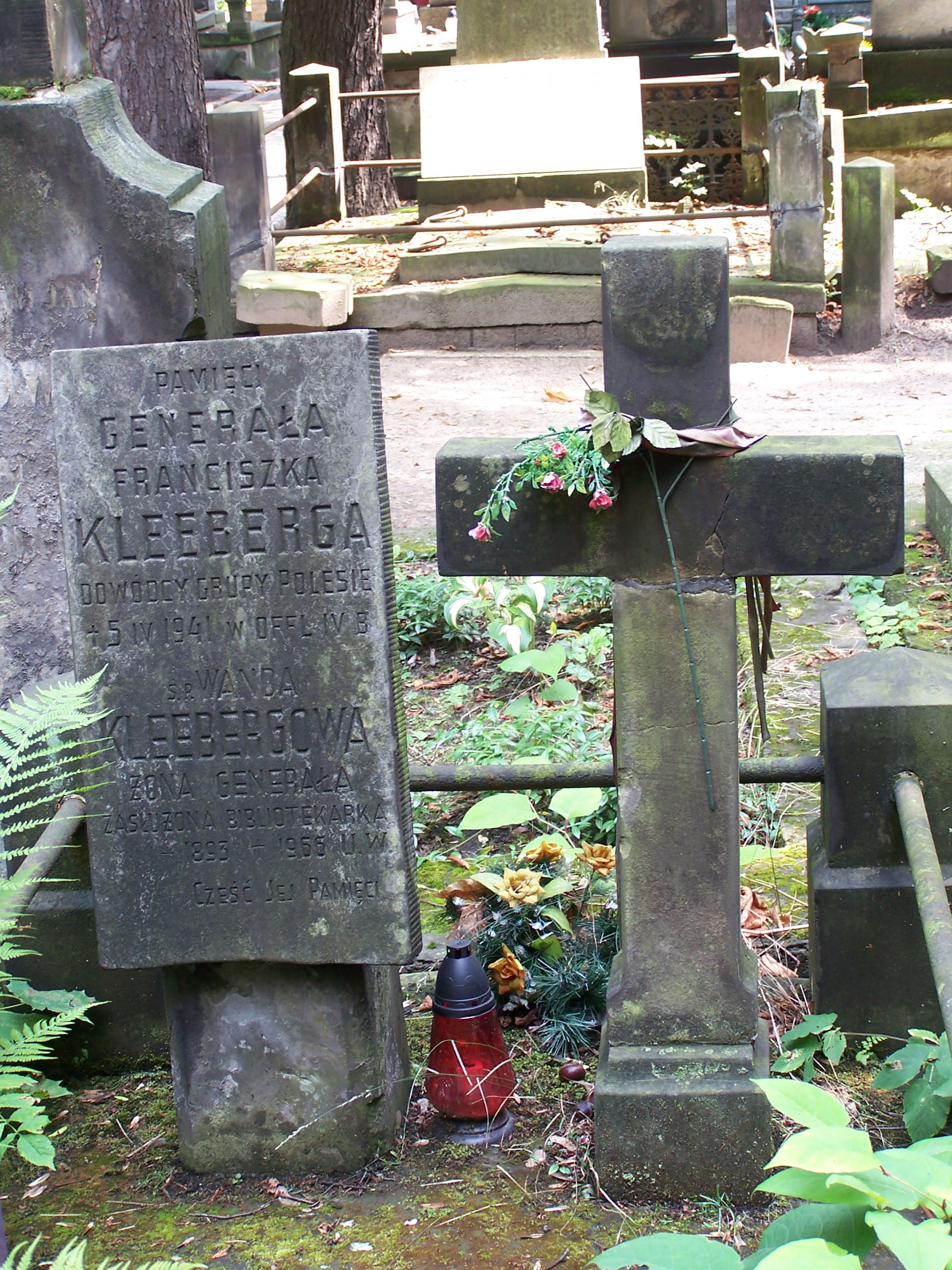
Символічна могила генерала Клееберга на Повонзківському цвинтарі

9 вересня 1939 Клееберг заходився організовувати бойові загони з підлеглих йому центрів резерву. В офіційному листуванні як і раніше залишався командувачем Берестейського округу корпусу № 9. 27 вересня видав розпорядження про реорганізацію підлеглих йому військ і встановив у Влодаві цивільно-адміністративну владу. З того дня почав діяти як командир Окремої оперативної групи «Полісся».
Під Яблонем і Мілянувом розбив передові колони частин Червоної Армії. 6 жовтня 1939 року, після чотириденних боїв із вермахтом під Коцьком, склав зброю як останній польський генерал. Залишився єдиним непереможеним командиром окремої оперативної групи — противника під Коцьком було розбито, а Клееберг був змушений підписати капітуляцію тільки через нестачу провізії і боєприпасів. Після битви захоплений німцями в полон. Перебував в «офлагу IV-B Кенігштайн» у фортеці Кенігштайн поблизу Дрездена. У неволі пробув півтора року. Серйозно захворів на серце і 5 квітня 1941 року помер у військовому госпіталі у Вайсер-Гірш. Похований на кладовищі в Нойштадт.
Президент Польської Республіки на прохання Верховного Головнокомандувача 1 січня 1943 посмертно підвищив Клееберга у званні до генерал-майора. 1969 року прах генерала перевезено на батьківщину і поховано 6 жовтня на Воєнному кладовищі у Коцьку між полеглими вояками керованої ним окремої оперативної групи «Полісся».

## Військові звання
- підпоручник — серпень 1908
- поручник — травень 1913
- капітан — 1 листопада 1915[10]
- майор — липень 1917[10]
- підполковник — грудень 1918
- полковник — 1 червня 1919[10]
- генерал бригади — 1 січня 1928[11]
- генерал дивізії — січень 1943 (посмертно)

### Особисте життя
Був одруженим із Вандою Пашковською, мав сина Збігнєва Казімєжа.

## Нагороди

### Австро-Угорщина
- Медаль «За військові заслуги» (Австро-Угорщина) — нагороджений тричі (бронзова, бронзова з мечами і срібна з мечами)
- Хрест «За військові заслуги» (Австро-Угорщина) 3-го класу з військовою відзнакою і мечами

### Польща
- Virtuti Militari
  - срібний хрест (17 квітня 1921)
  - лицарський хрест (1947, посмертно)
  - командорський хрест (1970, посмертно)
- Орден Відродження Польщі
  - офіцерський хрест (2 травня 1923)
  - командорський хрест (1937)
  - великий хрест (1 жовтня 2009, посмертно)
- Пам'ятна медаль учаснику війни 1918-1921 років
- Медаль «Десятиліття здобутої незалежності»
- Хрест Хоробрих — нагороджений 4 рази.
- Золотий хрест Заслуги (Польща) (1937)

### Інші країни
- Залізний хрест 2-го класу (Королівство Пруссія)
- Орден Почесного легіону (Франція)
  - кавалерський хрест (1921)
  - командорський хрест
- Військовий орден Лачплесіса 3-го класу (Литва)
- Орден Білого орла (Сербія) 3-го класу (Королівство Югославія)

## Увічнення пам'яті
У 2007 році знято документальний фільм під назвою «Клееберг відійшов, клееберці залишились» режисера Мирослава Гроновського про бої генерала Клееберга та його окремої оперативної групи «Полісся» у вересневій кампанії.
На його честь постало також багато пам'ятників, а його ім'я прикрашає вулиці різних міст, в тому числі Білостока, Щеціна, Любліна, Сосновця, Кракова, Живця, Ченстохови, Пекарів-Шльонських і Нового Сонча.